# Hrabstwo Pike (Arkansas)

Piramida wieku hrabstwa

Hrabstwo Pike – hrabstwo w USA, w stanie Arkansas. Według danych z 2010 roku, hrabstwo zamieszkiwało 11291 osób. Hrabstwo należy do nielicznych hrabstw w Stanach Zjednoczonych należących do tzw. dry county, czyli hrabstw gdzie decyzją lokalnych władz obowiązuje całkowita prohibicja.

## Miejscowości
- Kirby (CDP)
- Antoine
- Daisy
- Delight
- Glenwood
- Murfreesboro